# Mandioquinha
A mandioquinha ou batata-baroa (Arracacia xanthorrhiza) é um caule subterrâneo comestível muito usado na culinária brasileira.

## Outros nomes e grafias
A mandioquinha é também chamada batata-fiúza , batata-salsa, mandioquinha-salsa (Interior de São Paulo), cenourinha-amarela ou cenourinha-branca,

## Valor nutricional
| Nutrientes      | Unidades | Cozida* | Crua* |
| --------------- | -------- | ------- | ----- |
| Umidade         | %        | 79,3    | 73,7  |
| Energia         | kcal     | 80      | 101   |
| Proteína        | g        | 0,9     | 1,0   |
| Lipídeos        | g        | 0,2     | 0,2   |
| Colesterol      | mg       | NA      | NA    |
| Carboidrato     | g        | 18,9    | 24,0  |
| Fibra Alimentar | g        | 1,8     | 2,1   |
| Cinzas          | g        | 0,8     | 1,1   |
| Cálcio          | mg       | 12      | 17    |
| Magnésio        | mg       | 8       | 12    |
| Manganês        | mg       | 0,22    | 0,07  |
| Fósforo         | mg       | 29      | 45    |
| Ferro           | mg       | 0,4     | 0,3   |
| Sódio           | mg       | 2       | Tr    |
| Potássio        | mg       | 258     | 505   |
| Cobre           | mg       | 0,15    | 0,05  |
| Zinco           | mg       | 0,4     | 0,2   |
| Retinol         | mcg      | NA      | NA    |
| RE              | mcg      |         | 25    |
| RAE             | mcg      |         | 12    |
| Tiamina         | mg       | 0,06    | 0,05  |
| Riboflavina     | mg       | Tr      | Tr    |
| Piridoxina      | mg       | Tr      | 0,12  |
| Niacina         | mg       | 1,98    | Tr    |
| Vitamina C      | mg       | 17,1    | 7,6   |

*Quantidade de nutrientes por porção de 100g da batata-baroa.

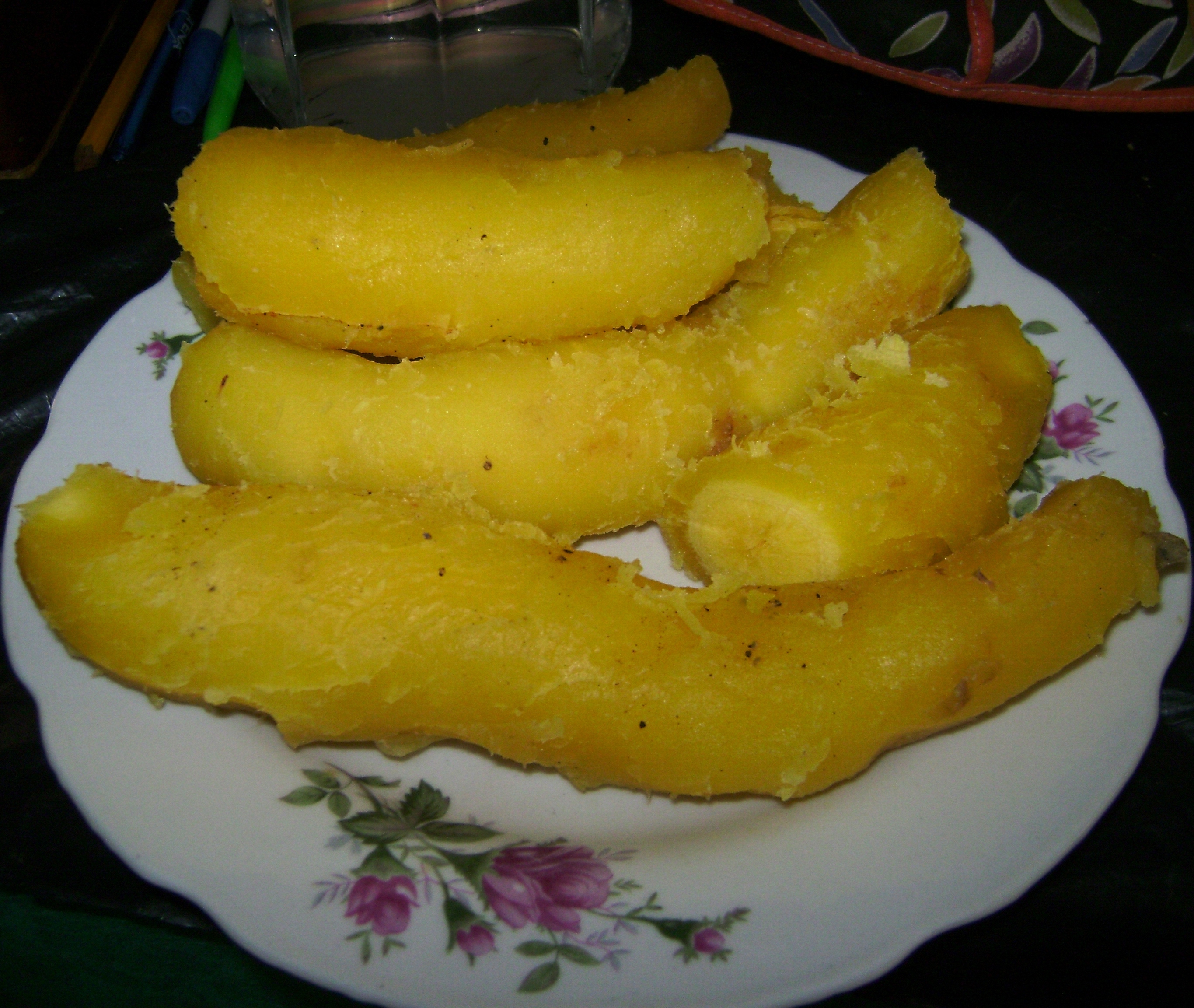
Cozida, a mandioquinha apresenta consistência levemente pastosa e cor mais viva do que a da batata comum. Tem um cozimento muito rápido, em média 3 a 4 minutos.